# Akutni pankreatitis
Akutni pankreatitis označuje nenadno nastalo vnetje trebušne slinavke. Prebavni encimi, ki jih žleza izloča v svetlino dvanajstnika, se aktivirajo že v njenih acinarnih celicah in jo pričnejo razgrajevati. Začetek akutnega vnetja lahko povzroči različno izražene morfološke in funkcijske spremembe organa (otekanje žleze, poškodbe krvnih žil in krvavitve). Klinično ga označujejo bolezni v trebuhu in zvišanje pankreatične amilaze in lipaze v krvi.
Vnetje je lahko različne jakosti od blagega edema žleze do nekroze pankreasa, kar pomeni bodisi blago bodisi smrtno nevarno vnetje. Blago vnetje povzroči minimalen razkroj organa in popolno popravo. Hud pankreatitis pa povzroči hude lokalne zaplete (nekrozo pankreasa, psevdocisto, absces) ali pa prizadene številne organe. V 80 % je bolezen blaga. Zaradi sproščanja encimov v krvni obtok in aktivacije vazoaktivnih spojin se pojavljajo pogosti sistemski zapleti bolezni, ki se lahko končajo tudi s smrtjo .

## Vzroki bolezni in dejavniki tveganja
Najpogostejši vzroki akutnega vnetja trebušne slinavke pri odraslih so žolčni kamni in alkohol. V redkih primerih lahko povzročijo vnetje tudi okužbe z nekaterimi virusi, pljučnica, poškodbe, motena presnova maščob, tumorji, operacije trebušne slinavke ali žolčevodov ter nekatera zdravila. Bolezen pogosteje prizadene moške kot ženske.
V razvitih deželah povzroči čezmerno uživanje alkohola do 75 odstotkov vseh akutnih pankreatitisov. Pri večini teh bolnikov lahko ugotovimo, da so v zadnjih 48 urah pred pojavom bolezni zaužili večjo količino alkohola. Zelo pomembna je skupna količina zaužitega alkohola: vsakodnevno uživanje v daljšem časovnem obdobju (nekaj tednov) ali pa obilno v zadnjih dnevih pred izbruhom bolezni.
Drugi najpogostejši vzrok akutnega pankreatitisa so žolčni kamni. Žolčne kamne najdemo pri bolnikih s tem obolenjem šestkrat pogosteje. Vzrok vnetnega procesa trebušne slinavke je v tem primeru kamen, ki se zagozdi na skupnem izvodilu žolčevoda in pankreatičnega izvodila v dvanajstnik in ovira odtok. S tem onemogoči sproščanje encimov v svetlino dvanajstnika, to pa sproži vnetni proces v žlezi. To obliko vnetja trebušne slinavke imenujemo biliarni pankreatitis.
Pri blagih oblikah akutnega vnetja trebušne slinavke je običajna popolna ozdravitev, pri hujših oblikah pa se pogosto razvijejo degenerativne spremembe žleze. Lahko se izrazijo kot cistične spremembe (drobne votline v tkivu) ali kot propad tkiva s kasnejšim vezivnim brazgotinjenjem in kalcifikati.
Brez trebušne slinavke je možno živeti, bolniki potrebujejo zdravila (inzulin) tako kot sladkorni bolniki in prebavne encime, da je možna prebava hrane.

## Simptomi in bolezenski znaki
Pri nenadnem vnetju trebušne slinavke bolnik najpogosteje občuti močno bolečino v zgornjem delu trebuha, ki se pojavi zelo hitro in jo lahko spremljata slabost in bruhanje. Pogosto bolečina seva v hrbet.
Glavni znak je močna bolečina v žlički ali ob popku, ki:
- nastopi nenadno in vztraja;
- je lahko močnejša, če bolnik leži na hrbtu;
- se lahko razširi proti hrbtu ali v prsni koš;
- se poslabša nekaj minut po obroku, zlasti po obroku mastne hrane;
- se lahko poslabša po zaužitju alkohola.

Simptomi so včasih podobni kot pri izločanju ledvičnega kamna ali predrtja želodčne razjede (ulkus). Najpomembnejše je, da je bolnik takoj deležen zdravniške pomoči.
Drugi znaki so:
- slabost,
- bruhanje,
- oslabelost,
- potenje,
- vznemirjenost,
- vročina,
- vlažna in lepljiva koža,
- blaga zlatenica.

Znaki, ki so lahko povezani z akutnim vnetjem trebušne slinavke, so:
- otekel trebuh,
- napihnjenost in vetrovi,
- prebavne motnje,
- blato v barvi gline,
- bolečina v ledvenem predelu hrbta,
- kolcanje,
- osip ali ranice na koži,
- podplutbe in krvavitve v koži.

## Diagnoza
Diagnozo akutnega pankreatitisa postavijo s klinično sliko (bolečine) in z dokazom zvišanja serumske koncentracije pankreatičnih encimov. Zvišana serumska koncentracija amilaze, lipaze, tripsina in elastaze v serumu (5 do 10-kratna normalna vrednost) je značilna za akutni pankreatitis. Zvišane so lahko maščobe v plazmi in krvni sladkor, znižani so albumini, kalcij in kalij.  Amilaza je zvišana v serumu in urinu kmalu po začetku bolezni, normalne vrednosti pa doseže že po dveh ali treh dneh. Zvišana amilaza več kot teden dni po začetku bolezni napoveduje zaplete. Določanje serumske amilaze in lipaze v serumu sodi v standardno diagnostično potrjevanje akutnega pankreatitisa. Pri diagnostiki akutnega pankreatitisa je izredno pomembna indentifikacija bolnikov, ki imajo biliarni pankreatitis. Pri njih je mogoče z urgentno endoskopsko papilotomijo doseči hitro in bistveno boljšo ozdravitev. (Kocjančič, 1998)
Zdravnik pri telesnem pregledu opazi površno dihanje zaradi bolečin in rumeno obarvanje kože in sluznic ob blagi zlatenici. Ob palpaciji (pretipanju) trebuha opazi, da je trebuh občutljiv, napet in boleč, zlasti ob žlički. Zatipa lahko tudi povečanje jeter in opazi značilne lise na trebuhu in bokih, ki se pojavijo pri težkih oblikah vnetja.
Sum na akutno vnetje trebušne slinavke se potrdi s preiskavo krvi in urina, kjer so prisotni encimi, ki jih izloča trebušna slinavka. S pomočjo krvnih preiskav se lahko določi tudi možen vzrok vnetja.
Med najpogostejšimi diagnostičnimi preiskavami za prepoznavanje bolezni so laboratorijski testi krvi in urina, včasih zdravnik uporabi tudi ultrazvok ali računalniško tomografijo (CT). Z ultrazvočnim pregledom trebuha se ugotovi, ali so vzrok žolčni kamni.

## Napoved poteka bolezni
Okoli 80 % bolnikov z akutnim pankreatitisom ima blago obliko vnetja, ki se v nekaj dneh umiri. Pri 20 % bolnikov pa poteka vnetje v težki obliki z zapleti, ki zahtevajo zdravljenje na oddelku za intenzivno nego in terapijo. V preteklih letih so začeli uporabljati klinične in biokemične napovedne kazalce, s pomočjo katerih lažje napovedo potek bolezni, pravilneje ocenijo bolnikovo stanje in njegovo morebitno življenjsko ogroženost in se z večjo gotovostjo odločijo za ustrezno zdravljenje.
Najpomembnejši kazalec jakosti akutnega pankreatitisa je prisotnost multiorganske odpovedi. Multiorgansko odpoved definirajo s prisotnostjo šoka, respiratorne in ledvične odpovedi in krvavitev iz prebavil. Za oceno jakosti bolezni uporabljajo Ransonove kazalce ali kazalce APACHE II. Prednost kazalcev APACHE II je , da jih lahko uporabijo za oceno stanja ves čas bolezni, medtem ko lahko z Ransonovimi kazalci pomagajo le prvih 48 ur.

## Zdravljenje
Najpomembnejši odločitvi, ki čakata zdravnika sta:
- ali bolnik potrebuje intenzivno zdravljenje,
- ali bolnik potrebuje kirurško zdravljenje.

Specifičnega zdravljenja akutnega pankreatitisa ni. Osnovni cilj zdravljenja je odprava bolečine, z zdravili za lajšanje bolečine in intravenskim nadomeščanjem tekočine. Bolniki preventivno prejmejo tudi antibiotike, da se prepreči morebitne okužbe. Bolnik ne sme uživati hrane ali tekočine dokler znaki bolezni ne izzvenijo, ker hrana in pijača spodbujata trebušno slinavko, da izdeluje še več encimiv, kar še poslabša bolezen. Hranilne snovi in tekočino bolnik dobiva z infuzijo v žilo. Pri blažjih oblikah pankreatitisa zadostuje dnevna nadomestitev dveh do štirih litrov tekočine in elektrolitov, pri hujši obliki pa potrebuje bolnik tudi do 10 ali več litrov tekočine na dan, pogosto pri hujših oblikah potrebno tudi nadomeščanje albuminov. Ob vztrajnem bruhanju bolniku uvedejo nazogastrično sondo (cevka, ki se jo skozi nos potisne v želodec) in posrkajo dražečo vsebino iz želodca.(Pokorn, 2004)
Operacija opravijo pri bakterijskih okužbah trebušne slinavke, pri hudih krvavitvah iz prebavil, pri življenje ogrožujočih zapletih ali če je potrebna kirurška odstranitev vzroka za vnetje (npr. žolčnih kamnov, odstranitev abcesa, ciste ali poškodovanega dela).
Ko se bolnikovo stanje počasi izboljšuje, postopoma opuščajo infuzije in preidejo na peroralno vnašanje dietne hrane. Po izzvenitvi znakov se bolniku predpiše ustrezna dieta .

## Možni zapleti bolezni
- odpoved srca
- odpoved ledvic
- odpoved dihanja zaradi nabiranja tekočine v pljučih
- nabiranje tekočine v trebuhu
- propad žleze
- bakterijska okužba žleze
- nastanek cist (votlin, izpolnjenih s sokom trebušne slinavke) ali abscesov (nabiranje gnoja v okolici trebušne slinavke)

Kdaj je potrebno poiskati zdravniško pomoč?
Zdravniško pomoč morate poiskati ob nenadnih, hudih in neprekinjenih bolečinah v trebuhu.
Kako lahko preprečite pojav bolezni?
Verjetnost za akutno vnetje trebušne slinavke lahko zmanjšate tako, da vplivate na dejavnike tveganja, ki vplivajo na nastanek in potek bolezni.
Priporočajo, da:
- se izogibate pretiranemu pitju alkoholnih pijač
- ste pozorni na morebitne znake bolezni, ki se pojavijo ob poškodbah trebuha
- otrokom z virusnimi okužbami ob glavobolu in vročini ne dajete zdravil, ki vsebujejo acetilsalicilno kislino
- pravočasno poskrbite za cepljenje otrok proti nalezljivim otroškim boleznim